# Omar Sabino
Omar Sabino de Paula (Manoel Urbano, 25 de julho de 1932 – Rio de Janeiro, 22 de julho de 2011) foi um advogado, professor e político brasileiro que foi vice-governador do Acre.

## Biografia
Filho de João Sabino de Paula e Geralda Sabino de Paula. Antes da carreira política trabalhava como advogado e foi Secretário de Educação e procurador-geral do estado. Com a criação da Universidade Federal do Acre em 1974 tornou-se professor e depois reitor da instituição. Sempre filiado à ARENA e aos partidos que a sucederam foi escolhido no mesmo ano vice-governador na chapa de Geraldo Mesquita e foi candidato a deputado federal em 1978 e 1986 chegando a exercer o mandato por meio de convocação nas vagas de Amilcar de Queiroz e Narciso Mendes, respectivamente.
O município de Manoel Urbano também é o local de nascimento de Iolanda Fleming eleita vice-governadora do Acre na chapa de Nabor Júnior pelo PMDB em 1982 assumindo o governo em 1986 quando o titular renunciou para se candidatar a senador.